# Comuna Repedea, Maramureș
Repedea (în ucraineană: Кривий; maghiară: Oroszkő) este o comună în județul Maramureș, Transilvania, România, formată numai din satul de reședință cu același nume.

## Demografie
Componența etnică a comunei Repedea
     Ucraineni (88,72%)
     Români (2,67%)
     Alte etnii (0,66%)
     Necunoscută (7,95%)
Componența confesională a comunei Repedea
     Ortodocși (48,54%)
     Penticostali (37,98%)
     Adventiști (4,42%)
     Alte religii (0,83%)
     Necunoscută (8,23%)
Conform recensământului efectuat în 2021, populația comunei Repedea se ridică la 4.679 de locuitori, în scădere față de recensământul anterior din 2011, când fuseseră înregistrați 4.716 locuitori. Majoritatea locuitorilor sunt ucraineni (88,72%), cu o minoritate de români (2,67%), iar pentru 7,95% nu se cunoaște apartenența etnică. Din punct de vedere confesional, cei mai mulți locuitori sunt ortodocși (48,54%), cu minorități de penticostali (37,98%) și adventiști (4,42%), iar pentru 8,23% nu se cunoaște apartenența confesională.

## Politică și administrație
Comuna Repedea este administrată de un primar și un consiliu local compus din 15 consilieri. Primarul, Ioan Miculaiciuc[*], de la Partidul Social Democrat, este în funcție din 2016. Începând cu alegerile locale din 2024, consiliul local are următoarea componență pe partide politice:
|  | Partid                           | Consilieri | Componența Consiliului | Componența Consiliului | Componența Consiliului | Componența Consiliului | Componența Consiliului | Componența Consiliului | Componența Consiliului | Componența Consiliului |
|  | -------------------------------- | ---------- | ---------------------- | ---------------------- | ---------------------- | ---------------------- | ---------------------- | ---------------------- | ---------------------- | ---------------------- |
|  | Partidul Social Democrat         | 8          |                        |                        |                        |                        |                        |                        |                        |                        |
|  | Forța Dreptei                    | 2          |                        |                        |                        |                        |                        |                        |                        |                        |
|  | Partidul Național Liberal        | 2          |                        |                        |                        |                        |                        |                        |                        |                        |
|  | Uniunea Ucrainenilor din România | 2          |                        |                        |                        |                        |                        |                        |                        |                        |
|  | Alianța pentru Unirea Românilor  | 1          |                        |                        |                        |                        |                        |                        |                        |                        |

## Atracții turistice
- Rezervația naturală "Vârful Fărcău"
- www.turismhutsul.ro

Materiale video despre Repedea: http://ucraineni.blogspot.com/search/label/repedea